# Embalse del Aguascebas
El embalse del Aguascebas  o de Aguaderondo (Aguadero Hondo)  es un embalse construido en los arroyos de las Aguascebas de la Fuente del Tajo y de las Aguascebas de Chorro Gil, en el término municipal de Villacarrillo, en la provincia de Jaén, al sur de España. Se ubica dentro del Parque natural de las Sierras de Cazorla, Segura y Las Villas. La capacidad del embalse es de 6,37 hm³.

## Usos
- Pesca
- Abastecimiento
- Caudal ecológico

## Entorno natural
El entorno del embalse está catalogado como Lugar de Interés Comunitario, así como zona de especial protección para las aves; está acogido al programa de la UNESCO sobre el Hombre y la Biosfera (MAB) y a los planes de especial protección del medio físico de la Junta de Andalucía (PEPMF).
Geología
El paisaje dominante es de tipo kárstico, con calizas y margocalizas. Lapiaces y tobas componen parte del paisaje, originando cascadas de gran atractivo visual.
Flora y fauna
Cuenta con más de un 75 % de vegetación climácica, es decir, sin afectación antrópica, predominando el bosque de coníferas.
Los pinares y la vegetación de ribera conforman gran parte de la flora existente en el entorno. Se pueden encontrar ejemplares de fresnos, chopos, quejigos, cornicabras, enebros, sabinas, torviscos, pinos resineros y carrascos, matorrales de boj, rosales silvestres y jaguarzo blanco, entre otros.
En cuanto a la fauna es destacable la presencia de la trucha común en las aguas frías y transparentes del pantano, así como de la trucha arcoíris. Están presentes la cabra montés, ardilla, zorro, y algunas aves de paso como buitres.

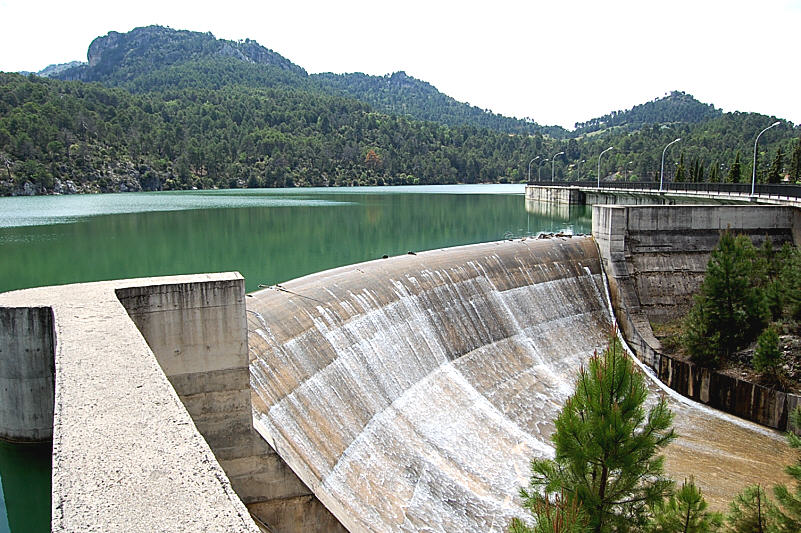
Vista de la presa

## Historia
Tras su construcción veinte habitantes tuvieron que ser reubicados, siendo tres las viviendas que quedaron bajo las aguas del pantano.